# The Citizen Athletic Association
Maillots
The Citizen Athletic Association (en chinois : 公民足球隊), plus couramment abrégé en Citizen AA, est un club hongkongais de football fondé en 1947 et basé dans le quartier de Kowloon à Hong Kong.

## Palmarès
| \| - Coupe de Hong Kong (1) : - Champion : 2007-08. - Championnat de Hong Kong D2 : - Vice-champion : 2007-08. \| \| - Championnat de Hong Kong D3 (2) : - Champion : 1999-00 et 2003-04. \| |  |                                                                      |
| - Coupe de Hong Kong (1) : - Champion : 2007-08. - Championnat de Hong Kong D2 : - Vice-champion : 2007-08.                                                                                  |  | - Championnat de Hong Kong D3 (2) : - Champion : 1999-00 et 2003-04. |

## Personnalités du club

### Présidents du club
- Pui Kwan Kay

### Entraîneurs du club
- Jorginho (février 2011 - décembre 2011)
- Chu Kwok Kuen